# Tohunga
Un tohunga en la cultura de los maoríes de Nueva Zelanda, es un experto practicante de cualquier habilidad o arte, ya sea religioso o de otro tipo. Tohunga incluye expertos sacerdotes, curanderos, navegantes, escultores, constructores, maestros y asesores. «Un tohunga también puede haber sido el jefe de un whanau, pero a menudo también fue un rangatira y un ariki». El equivalente y afín en la cultura de Hawái es kahuna.

## Nombres y actividades

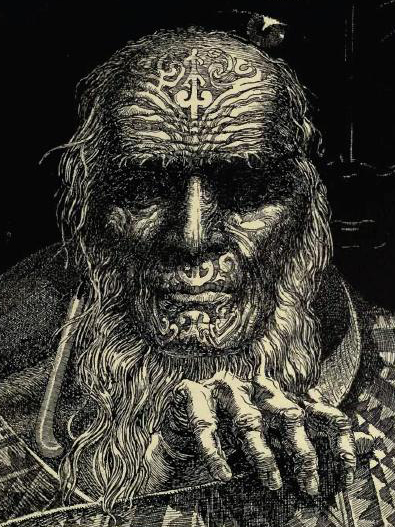
"Matapo, un tohunga ciego" en Te Tohunga de Wilhelm Dittmer, 1907.

Hay muchas clases de tohunga incluyendo:
- Tohunga ahurewa: la clase más alta de sacerdote.
- Tohunga matakite: pronosticadores del futuro.
- Tohunga whakairo: talladores expertosl
- Tohunga tātai arorangi: expertos en la lectura de las estrellas.
- Tohunga kōkōrangi: experto en el estudio de cuerpos celestes.
- Tohunga tārai waka: experto constructor de canoas.
- Tohunga wetereo: experto en lenguaje maorí.
- Tohunga tā moko: experto en tā moko (tatuaje maorí).
- Tohunga mahi toi: experto artista.
- Tohunga tikanga tangata: experto en estudio de humanos.
- Tohunga o Tumatauenga: experto en armas o capellán de un grupo de guerra.
- Tohunga kiato: la clase más baja de sacerdote.

Cada tohunga era un líder espiritual dotado y poseía la habilidad natural de comunicarse entre los reinos espiritual y temporal a través de karakia (oraciones), pātere (cantos) o realizando waiata (música) que les había sido transmitida por otros tohunga antes que ellos. Sin embargo, sus ritos eran principalmente en los campos específicos en los que practicaban, como se ha señalado anteriormente.

## Prácticas y conocimiento

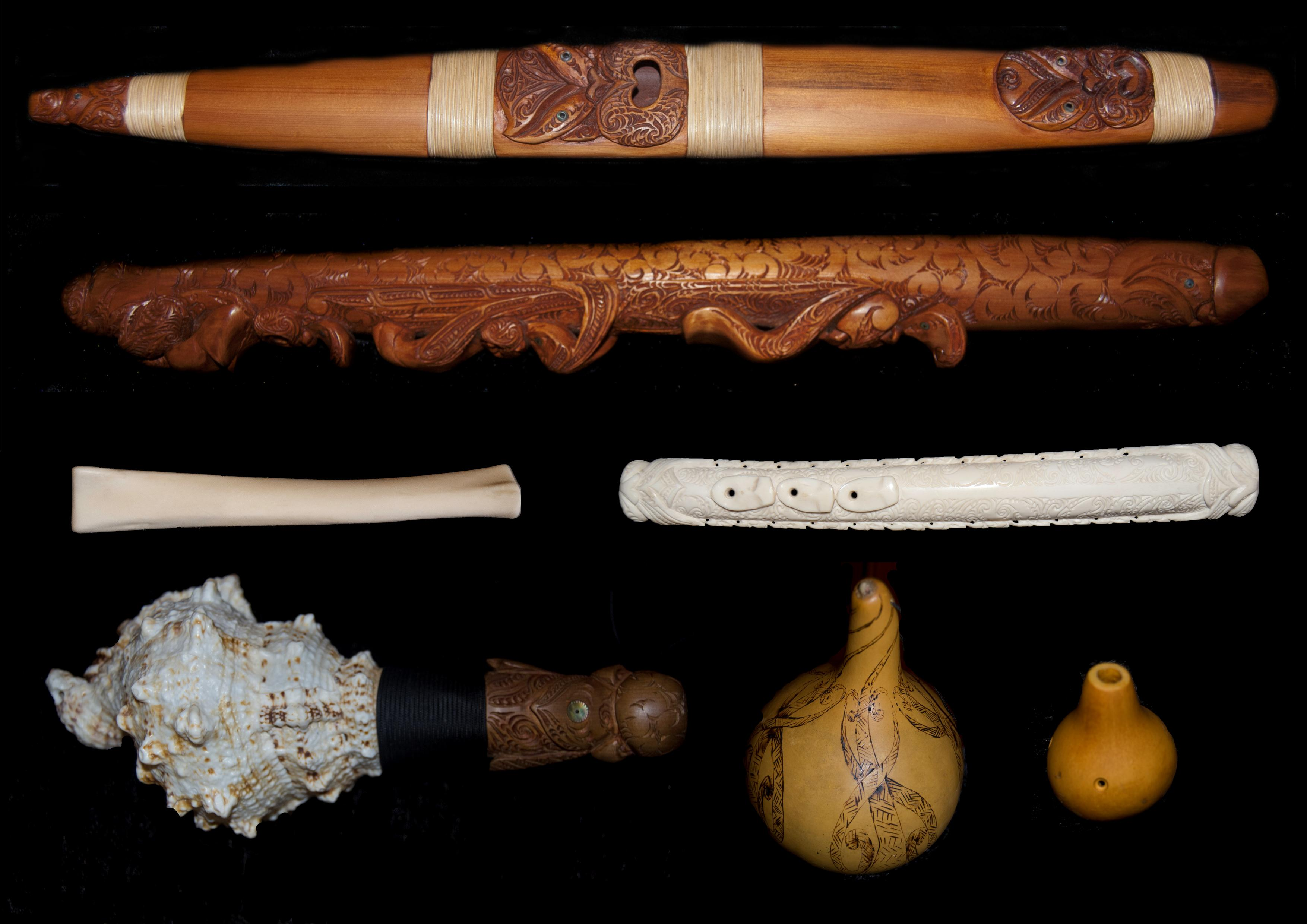
Una selección de taonga pūoro de la colección de Horomona Horo.

Los tohunga tenían conocimiento de la mayoría de los ritos espirituales y temporales, y el conocimiento en general se transmitía a través de muchas generaciones por medio de la comunicación oral en wananga (lugares de aprendizaje/escuelas). Las herramientas que también utilizaron fueron los taonga pūoro (instrumentos musicales tradicionales) con el propósito de recurrir a la intervención divina o a la ayuda de los dioses.
Aunque el maorí tenía un alto respeto por el conocimiento y las habilidades del tohunga, también había un lado oscuro, y los colonos europeos a menudo tenían una opinión muy pobre de ellos, algo que condujo a la Ley de Supresión de Tohunga de 1907.
Muchos tohunga se negaron a transmitir sus tradiciones orales después de que la Ley se aplicara en Nueva Zelanda, dejando a la gente desprovista de gran parte de su base, creencias y prácticas tradicionales; al mismo tiempo que aceleraba la asimilación. La Ley fue derogada en 1962, pero para entonces, gran parte de la lengua y las tradiciones se habían corrompido o perdido, pero unos pocos Kaumatua y kuia (ancianos) continuaron comunicando oralmente sus conocimientos a través de las generaciones.
Una observación para la supervivencia del tohungatanga fue la insignificancia de la perspectiva de «mujeres tohunga» y, sin embargo, las mujeres eran tohunga, ya que tenían un linaje directo y un vínculo con Te Ira Atua (reino espiritual de los dioses) y son una clase que ha sido ignorada en cualquier literatura hasta ahora.

### Tohunga bajo el tapu

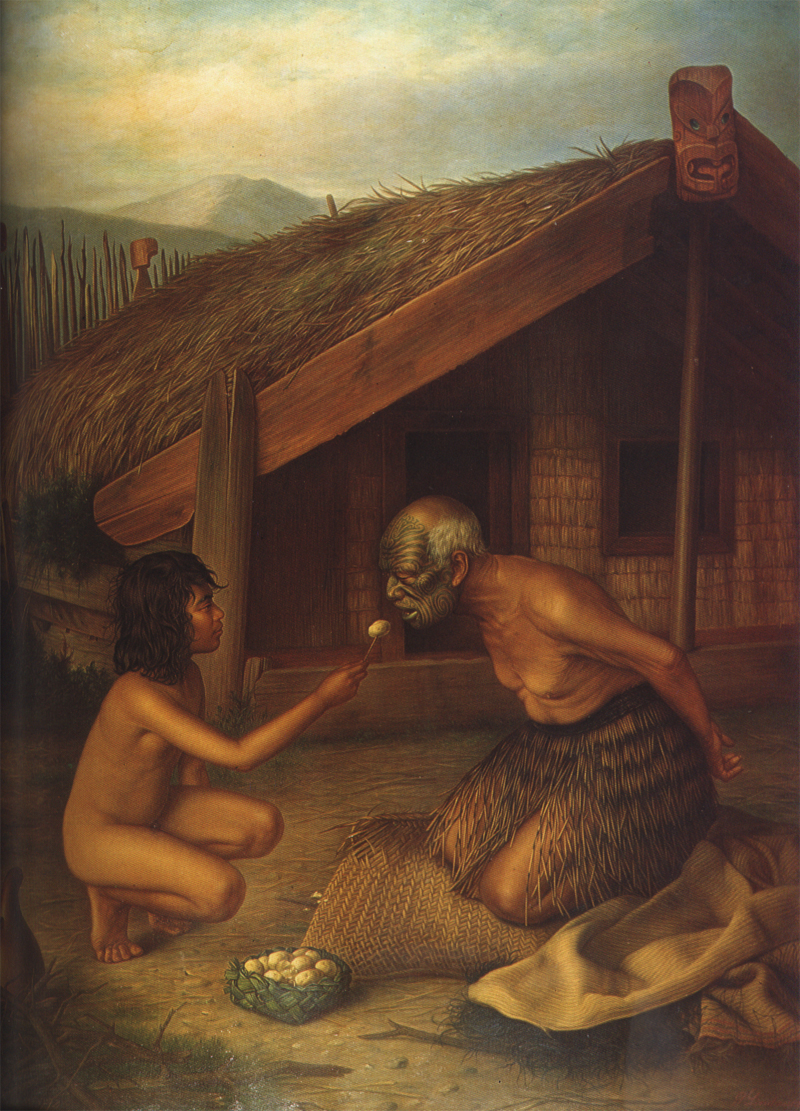
Los Tohunga que manipulaban a los muertos eran alimentados por otro, ya que se convertían en tapu y por lo tanto no podían manipular la comida.La pintura presentada pertenece a la vida en una antigua pa en el distrito de Whanganui. La valla exterior palidecida del pa, con sus postes toscamente tallados, generalmente de totara, se muestra en el fondo. El tohunga está arrodillado sobre esteras frente la casa en un rincón remoto del asentamiento.

Tapu fue una de las creencias y costumbres religiosas más arraigadas de los maoríes. La palabra tapu puede ser traducida como sagrada o prohibida, pero tapu maorí tiene una gran variedad de variaciones. Había un tapu personal y un tapu local; un tapu de uno u otro tipo se enfrentaba al maorí en todas partes. A menudo servía para un propósito similar a algunas de las leyes judías de prohibición y cuarentena. Los Tohunga estaban imbuidos de las misteriosas esencias del tapu debido a su conocimiento de la antigua y potente religión con ceremonias religiosas y su oficio como medios de comunicación con el terror atua. Todos los ariki también tenían un fuerte tapu personal que impedía a cualquier persona común comer de la misma canasta de alimentos o usar cualquier cosa que perteneciera al jefe.
Los restos de los muertos sagrados y todos los relacionados con ellos eran altamente tapu y cualquiera que hubiera estado involucrado en el manejo de los muertos o huesos de los muertos sería extremadamente tapu y no se atrevería a tocar la comida con las manos. Por consiguiente, esas personas tenían que ser alimentadas por otros.